# 임성리역
임성리역(Imseong-ri station, 任城里驛)은 전라남도 목포시 옥암동에 있는 호남선의 철도역으로, 호남고속선의 분기역이다. 임성역으로 잘못 일컬어지기도 한다.

## 개요
역명은 개역 당시 위치했던 인근 마을인 전라남도 무안군 삼향면 임성리의 이름을 따서 지어졌으나, 1987년에 역 일대가 무안군에서 목포시로 편입되어 현재 소재지는 전라남도 목포시 옥암동이다.
현재 무궁화호 열차가 하행 (목포 방향) 1회, 상행 (일로 방향) 2회 정차한다. 상행은 광주, 부전행 무궁화호 열차가 1회 정차한다. 이 역과 보성역을 연결하는 경전선 직선화 신설 공사가 진행되고 있다. 그리고 2025년 호남고속선 2단계(고막원~무안국제공항~목포) 구간이 개통하면 호남선과 호남고속선의 분기역 역할을 할 예정이다.
호남선의 복선화와 함께 2001년 역사를 신축했으나, 접근성이 다소 떨어지는 편이다. 인근 무안군 삼향읍 남악리에 전라남도청이 있지만, 연계교통이 잘 이루어지지 않아 실제로 이용하기에는 불편하다. 남악신도시 임성지구의 개발이 시작되었고, 완료되면 목포 남악신도시 도심권과 연결되지만 이 역은 호남고속선 분기를 위한 운전을 주로 전담할 예정인지라 선로 배선 공사만 있을 뿐 역사 확장 등의 계획은 없다. 즉, 목포역을 출발한 고속열차가 이 역에 설치된 분기점에서 호남고속선으로 진입하여 무안국제공항역으로 가게 된다.

## 역사
- 1913년 5월 15일 : 영업 개시[1]
- 1919년 5월 21일 : 배치간이역으로 승격
- 1924년 1월 1일 : 화물 취급 개시
- 1930년 2월 26일 : 소화물 취급 개시[2]
- 1939년 7월 23일 : 태풍으로 역사가 소괴되면서 구 역사 신축 착공
- 1939년 8월 23일 : 구 역사 신축 준공
- 1945년 6월 1일 : 보통역으로 승격[3]
- 1950년 11월 10일 : 한국전쟁에 따른 역무원 배치로 배치간이역으로 격하
- 1951년 7월 31일 : 보통역으로 재승격
- 1977년 5월 16일 : 수소화물 취급 중지[4]
- 1980년 8월 1일 : 민수용 무연탄 도착 취급역 지정[5]
- 1981년 7월 27일 : 연탄선 착공
- 1981년 8월 27일 : 연탄선 준공
- 1997년 8월 18일 : 연탄선 지정 취소
- 2001년 12월 4일 : 복선전철 공사에 따른 이설과 함께 현재의 역사로 이전
- 2002년 12월 8일 : 복선전철 개통과 함께 자동폐쇄방식으로 변경
- 2006년 11월 15일 : 화물 취급 중지[6]
- 2023년 9월 18일 : 차내 취급 역으로 변경

## 역 구조

### 승강장
승강장은 2면 4선 구조로 운영되며, 쌍섬식 구조로 운영된다.
| ↑ 일로          |
| １２ \| ３４ \| |
| 목포 ↓          |

| 1 | 호남선 | 무궁화호 |                  |
| 2 | 호남선 | 무궁화호 | 부전 · 광주 방면 |
| 3 | 호남선 | 무궁화호 | 목포 방면        |
| 4 | 호남선 | 무궁화호 |                  |

## 역 주변
- 국립목포병원
- 남악신도시
- 삼향우체국
- 석현동CNG충전소

## 인접한 역
이 역을 운행하는 열차는 부전역과 광주역을 기점으로 운행하는 열차만 정차하고, 용산행 열차는 없다.
| 호남선                | 호남선                   | 호남선    |
| --------------------- | ------------------------ | --------- |
| 일로 광주 · 부전 방면 | 무궁화호 호남선 · 경전선 | 목포 방면 |